# Punta Rivero
Punta Rivero är en udde i Antarktis. Den ligger i Västantarktis. Argentina, Chile och Storbritannien gör anspråk på området.
Terrängen inåt land är huvudsakligen kuperad, men västerut är den platt. Havet är nära Punta Rivero åt nordost. Trakten är obefolkad. Det finns inga samhällen i närheten.